# St. Apollonia in Obersirmian

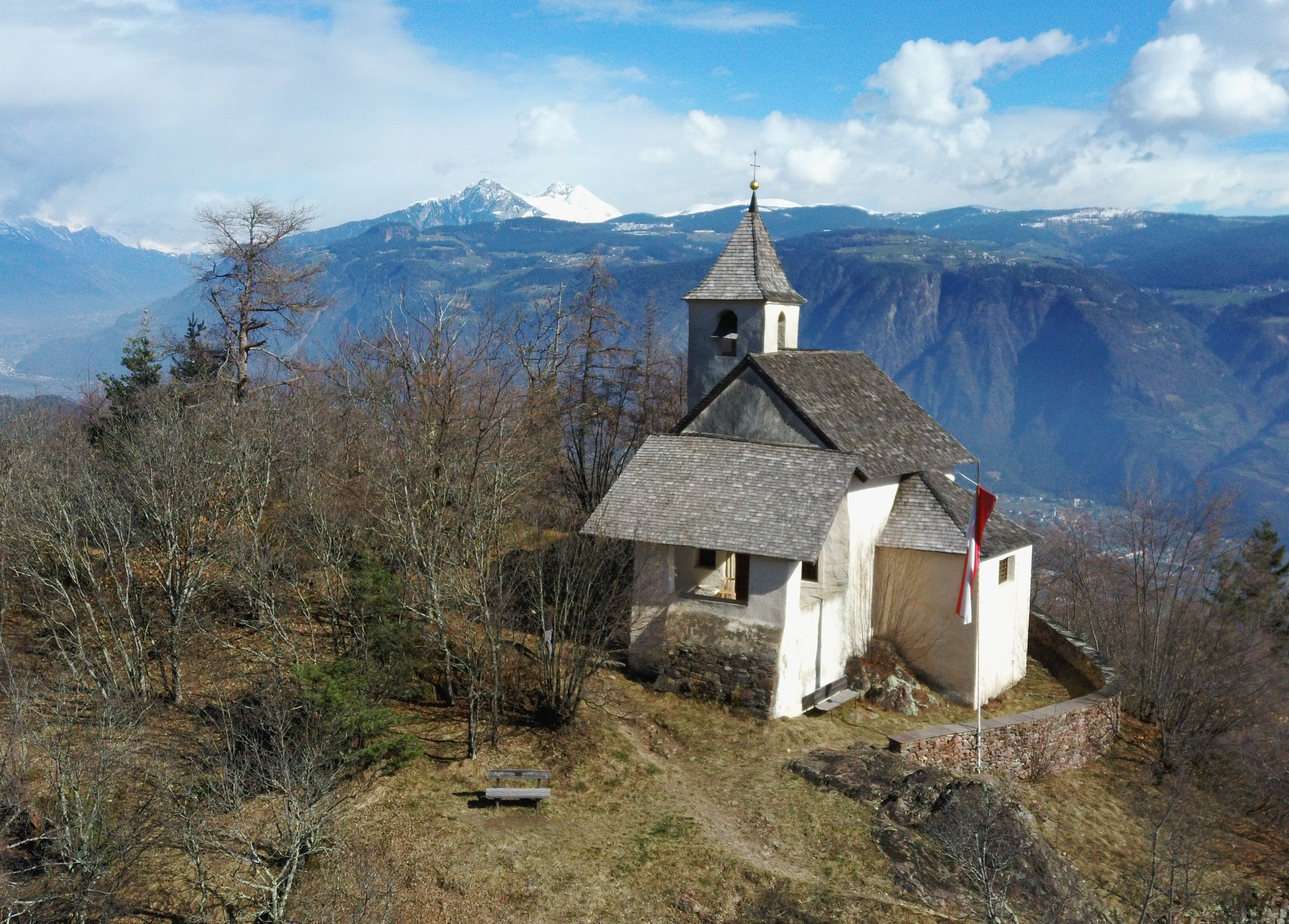
St. Apollonia in Obersirmian

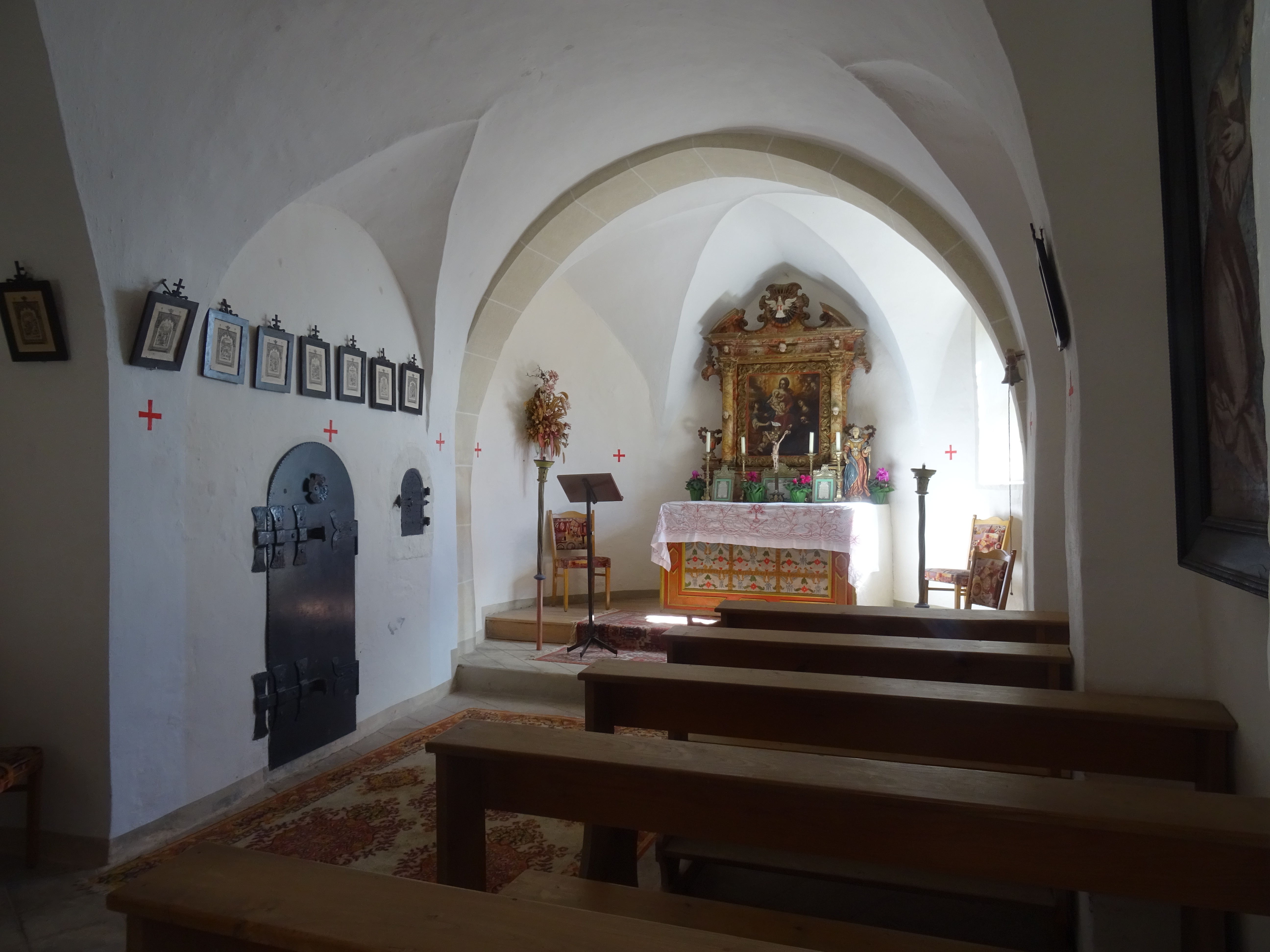
Innenraum

St. Apollonia ist eine Kirche in Obersirmian, einem Ortsteil der Gemeinde Nals in Südtirol.

## Geschichte
Bronzefunde deuten auf eine prähistorische Besiedlung des Ortes, vermutlich stand dort das später von Franken zerstörte Castrum „Sermiana“, welches bereits der langobardische Geschichtsschreiber Paulus Diaconus in seinen Aufzeichnungen erwähnte. Die heutige, im Kern romanische Kirche geht auf eine Gründung des 12. bis 13. Jahrhundert zurück. Erstmals schriftlich erwähnt wurde die Kirche im Jahre 1308. Schutzpatron war noch bis Ende des 17. Jahrhunderts die Hl. Pelagia. Vom 16. bis 17. Jahrhundert wurde das Gotteshaus umgebaut und erweitert. Im Zuge der Baumaßnahmen fand eine Neuweihe statt. Die Kirche steht seitdem unter dem Patronat der Hl. Apollonia von Alexandria. Die Hl. Pelagia ist im 19. Jahrhundert noch als Zweitpatronin erwähnt. St. Apollonia dient als Bei- oder Filialkirche der Pfarrkirche St. Ulrich in Nals, früher eine Kuratie der Mutterkirche Maria Himmelfahrt in Tisens. Am 20. Februar 1981 erfolgte die Unterschutzstellung von Seiten des Südtiroler Landesdenkmalamtes.